# Marcus Arrius Flaccus

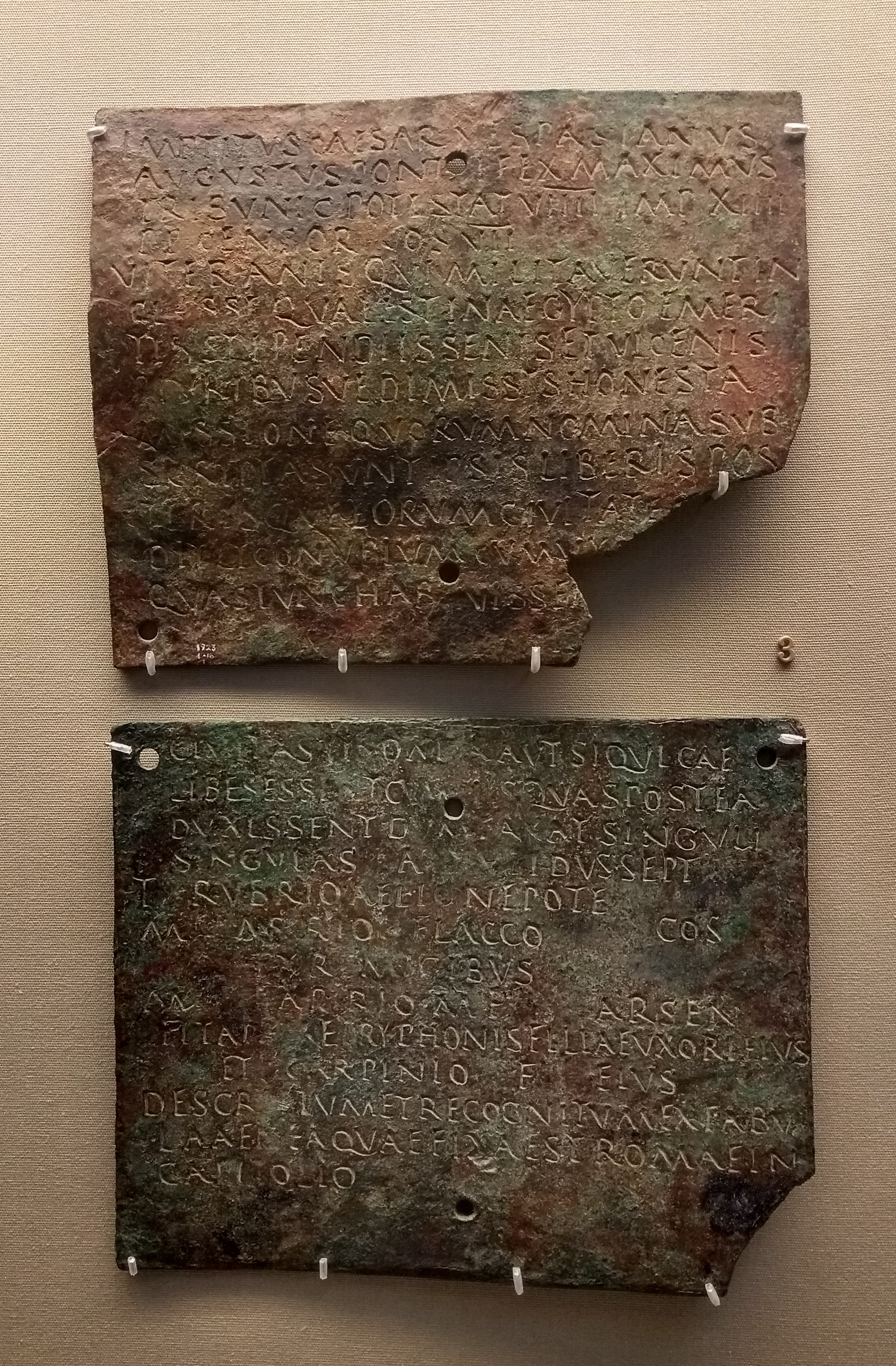
Das Militärdiplom

Marcus Arrius Flaccus war ein im 1. Jahrhundert n. Chr. lebender römischer Politiker.
Durch Militärdiplome, die auf den 8. September 79 datiert sind, ist belegt, dass Flaccus 79 zusammen mit Titus Rubrius Aelius Nepos Suffektkonsul war.